# Torrioni
Torrioni là một đô thị (comune) thuộc tỉnh Avellino trong vùng Campania của Ý. Torrioni có diện tích 4 km2, dân số là 590 người (thời điểm ngày 1/5/2009).